# Église Sainte-Anne d'Amiens
L'église Sainte-Anne est une église catholique située à Amiens, en France dont la construction s'est effectuée dans la seconde moitié du XIXe siècle.

## Histoire du monument
L'église Sainte-Anne d'Amiens appartient à la Congrégation de la Mission fondée en 1625 par Vincent de Paul lors du sermon de Folleville. Cette congrégation s'installa à Paris en 1631 dans l'ancienne léproserie de Saint-Lazare d'où le nom de lazaristes donné à ses membres. L'église actuelle succéda à une première église construite en 1835 par l'architecte François-Auguste Cheussey et démolie en 1866 lors de la construction du chemin de fer de Longueau à Boulogne-sur-Mer.
Pierre Charles Marie Aubert, curé de la paroisse chargea, en 1865, l'architecte Victor Delefortrie de dresser les plans d'une église, d'une sacristie, d'un presbytère et d'une école-patronage lui faisant face.

### Un curé bâtisseur
Pierre Charles Marie Aubert (1812-1887), artiste dans l'âme, fut l'ardent promoteur de la reconstruction de l'église. Il avait poursuivi ses études à Paris en compagnie de Jean-Gabriel Perboyre et devint professeur de philosophie au grand séminaire de Châlons-en-Champagne avant d'arriver à Amiens en 1848. En 1851, il fut nommé curé de Sainte-Anne. Son omniprésence était déplorée en 1873 par Victor Delefortrie qui lui reprocha de s'attribuer l'entière paternité du projet.
Son tombeau, dans la chapelle du bienheureux Jean-Gabriel Perboyre, représente la façade de l'église telle qu'elle était prévue sur les plans, les deux tours surmontées chacune d'une flèche.

### L'église au XXe siècle
Après la loi de séparation des Églises et de l’État de 1905, l'église Sainte-Anne resta propriété de la Congrégation des lazaristes.
Après la Grande Guerre, la décoration de l'église se poursuivit, un monument aux morts fut réalisé par Pierre Ansart et le mosaïste Jean Gaudin.
L'abandon du rite tridentin par le concile de Vatican II a entraîné une modification du mobilier cultuel : disparition de la chaire et du banc de communion.
L'édifice est inscrit au titre des monuments historiques en 2006 et classé en 2007.

## Architecture et décoration

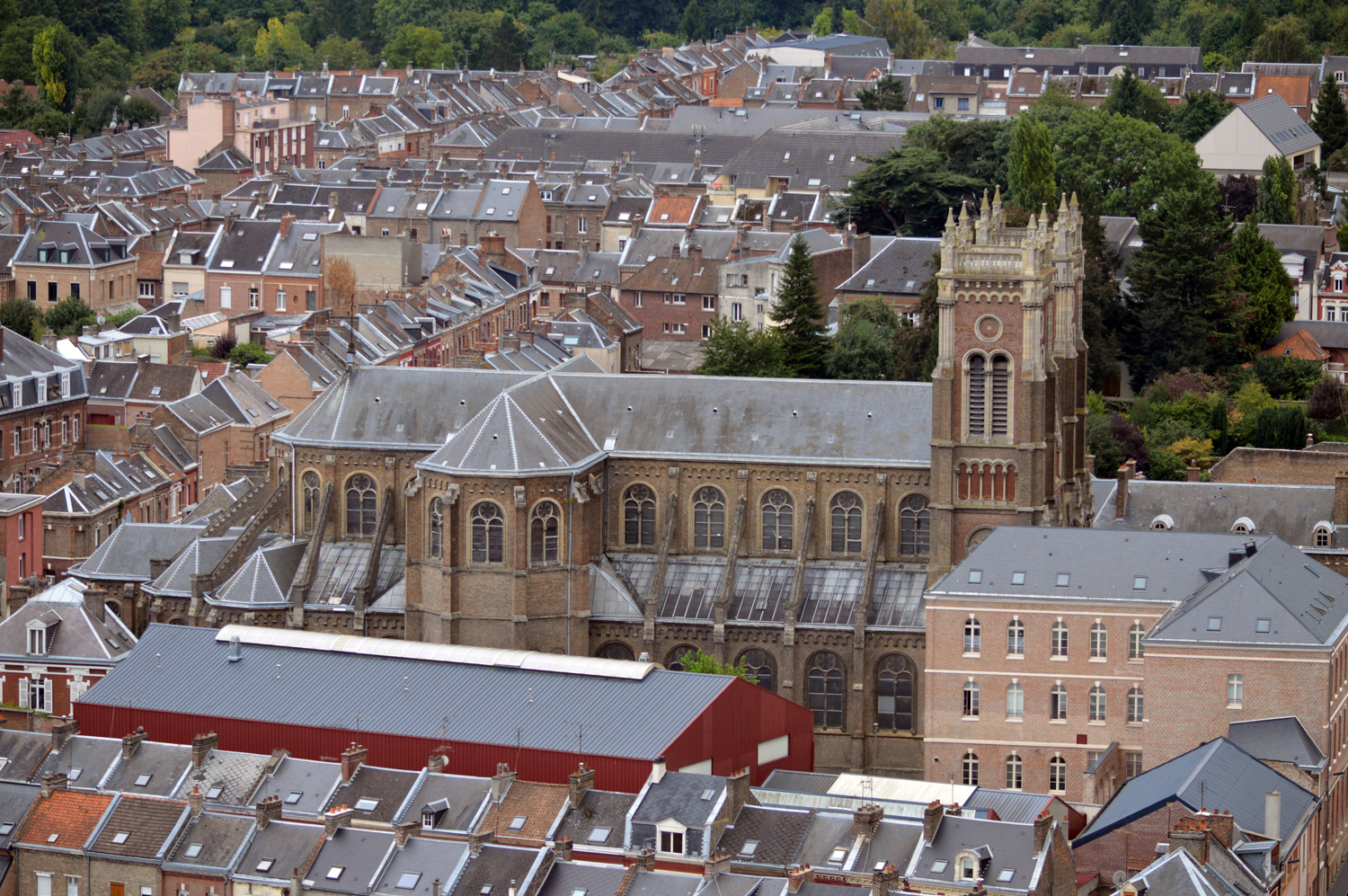
Église Sainte-Anne vue depuis la Tour Perret.

Le plan de l'église est celui d'une croix latine avec déambulatoire et chapelles rayonnantes. ce plan s'inspire de celui des cathédrales de Noyon, de Soissons, d'Amiens ou de Sens comme de l'église Saint-Germain-des-Près à Paris. 

### Façade
L'église offre au regard un mélange de style néogothique et néoroman. La façade occidentale est de style néoroman avec trois porches non décorés, une rose et deux tours qui lui donnent l'allure d'une petite cathédrale. Des statues des quatre évangélistes furent placées en 1882 de part et d'autre de chacune des tours, elles sont dues à l'architecte anversois, Modeste Verlender.

### Intérieur
L'intérieur construit en parement de pierre est de style néogothique avec voûtes d'ogive et triforium.

#### Mobilier
Une partie du mobilier provient de l'ancienne église :
- ancien maître-autel, offert en 1835 par la marquise de Gerville a été placé dans la chapelle de la Passion (chapelle axiale) ;
- ancien autel de la Vierge (1843) a été installé dans la chapelle Saint-Michel ;
- statue de saint Jean (1843) replacée dans la chapelle de la Vierge ;
- statues de sainte Philomène et de sainte Cécile réinstallée dans la chapelle du Rosaire.

Le mobilier de la nouvelle église se compose de plusieurs éléments importants réalisés par l'atelier lillois de Charles Buisine-Rigot :
- maître-autel (1873-1875) ;
- chaire à prêcher (1874) ;
- stalles du chœur (1895) ;
- autels de la Vierge, de saint Joseph et de saint Vincent de Paul (1881) ;
- autel en chêne de la chapelle du Rosaire réalisé par le sculpteur amiénois Hesse, en 1880[2]
- lambris à panneaux figurés, clôtures des chapelle du transept ;
- confessionnaux.

La grille du chœur fut fabriquée par la maison Fourment, Houille et Cie (fonderie du Val d'Osne).

#### Vitraux
- Les vitraux du chœur, des chapelles absidiales, du transept et des bas-côtés furent commandés en 1868, à l'atelier Lorin de Chartres et réalisés sur des cartons de Charles Crauk. On peut remarquer la Vie de Joseph[3], l'Histoire de Tobie (1873)[4], Saint Pierre et saint André (1868), La conversion de saint Paul (1880)[5]. Sont également répertoriés dans l'Inventaire général du patrimoine culturel les vitraux suivants :
  - la Vie de saint Vincent de Paul[6] ;
  - l’Éducation de la Vierge, Les prophètes, Le Sacrifice d'Abraham, Moïse et le veau d'or[7] ;
  - la Vie de la Vierge[8] ;
  - le Baptême du Christ[9].

- Les vitraux de la nef sont composés de six grisailles réalisées par les ateliers Bazin (1869-1870) et Bazin et Latteux (1873).

- Le maître verrier Pierre Pasquier réalisa plusieurs vitraux sur les dessins de Pierre Vidal ou de Gérard Ansart:
  - Vitraux de la chapelle Sainte-Jeanne-d'Arc (1946),
  - Vitraux de la chapelle du Sacré-Cœur,
  - Vitraux du bas-côté sud,
  - Vitraux de la chapelle Notre-Dame de Lourdes.

#### Peintures
Charles Crauk réalisa les peintures de la chapelle de la Vierge :
- L'Annonciation,
- La Visitation,
- L'Assomption (1877),
- L'Enfance de la Vierge
- Le Vœu de Louis XIII (1882).

Dans la chapelle Saint-Vincent-de-Paul, il réalisa :
- Apothéose de saint Vincent (1878),
- Saint Vincent de Paul remet des orphelins à des sœurs de la Charité (1879),
- Saint Vincent de Paul esclave en Afrique chante le Salve Regina (1879),
- Saint François de Sales présentant saint Vincent de Paul aux religieuses de l'ordre qu'il a fondé et l'établissant supérieur en présence de Marie de Médicis qui assiste à cette cérémonie (1882).

#### Sculptures
Le sculpteur amiénois Alexandre Hesse a réalisé le décor ornemental des fonts baptismaux (1874-1875), l'autel du Rosaire (1880) et le monument funéraire de l'abbé Aubert (1887). Il réalisa également les sculptures des chapelles de la Vierge et de Saint-Vincent-de-Paul.